# 道祖園自動車学校
道祖園自動車学校（どうそえんじどうしゃがっこう）は、道祖園株式会社が運営する広島県東広島市にある広島県公安委員会指定の指定自動車教習所である。直進コースが最長194m、コース敷地面積　27,260m2と広島県内の指定自動車教習所で最大の面積である。仮免学科試験、本免学科試験、効果測定を行うサイト「満点様」を採用している。

## 所在地
- 〒739-0151 広島県東広島市八本松原10706-1

## 取得できる免許
- 普通自動車免許（MT・AT）
- ペーパードライバー
- 限定解除(AT)
- 高齢者講習
- 原動機付自転車技能試験講習

## 教習車種
- 普通自動車（MT・AT）：マツダ・アクセラ

## 入校日
月曜日・水曜日・土曜日・日曜日

## 検定日
- 月曜日・水曜日・金曜日・土曜日（修了検定）土曜日のみ午前、後は午後に実施。
- 火曜日・木曜日・土曜日(卒業検定）全て午後に実施。

## アクセス
- 山陽本線（JR西日本）八本松駅から徒歩約30分。
- 無料送迎バスが西条駅・八本松駅・広島大学・江熊・高屋・造賀・近畿大学・正力・寺家などから出ている。

## 営業時間
9：10～20：00（日曜：9：10～18：00）

## 休日
- 日曜日・月曜日と学校が定める臨時休校日

繁忙期は日曜日が休み
それ以外は月曜日と大体の日曜日が休み